# Saint-Denis-des-Murs
Saint-Denis-des-Murs is een gemeente in het Franse departement Haute-Vienne (regio Nouvelle-Aquitaine) en telt 476 inwoners (2004). De plaats maakt deel uit van het arrondissement Limoges.

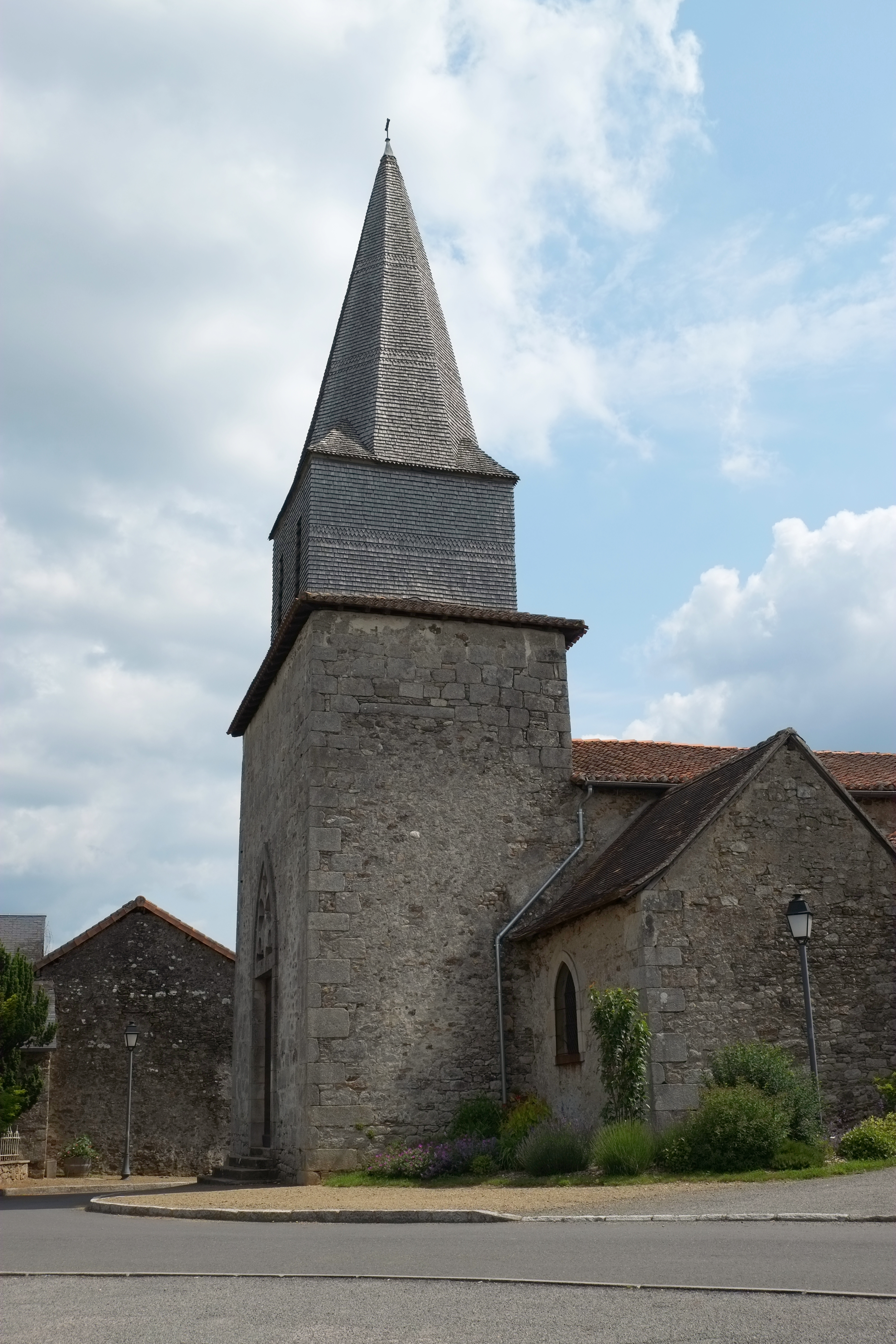
Kerk van Saint-Denis-des-Murs

## Geografie
De oppervlakte van Saint-Denis-des-Murs bedraagt 24,3 km², de bevolkingsdichtheid is 19,6 inwoners per km².

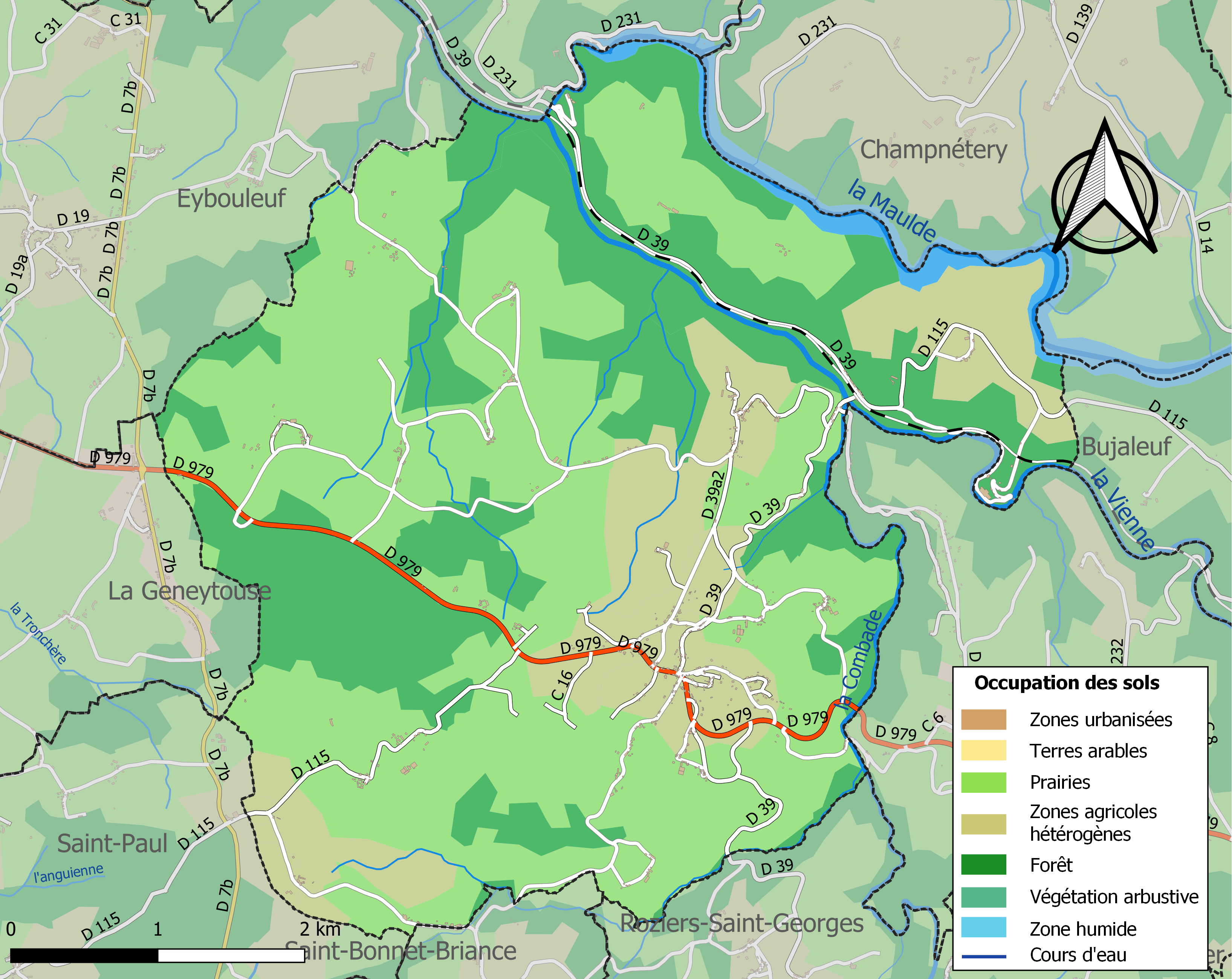
Kaart van de gemeente met de belangrijkste infrastructuur, bodemgebruik en omliggende gemeenten

## Verkeer
In de gemeente ligt de spoorweghalte Saint-Denis-des-Murs.

## Demografie
Onderstaande figuur toont het verloop van het inwonertal (bron: INSEE-tellingen).